# Amphictene guatemalensis
Amphictene guatemalensis är en ringmaskart som först beskrevs av Nilsson 1928.  Amphictene guatemalensis ingår i släktet Amphictene och familjen Pectinariidae. Inga underarter finns listade i Catalogue of Life.